# Pierre Cloarec
Pierre Cloarec (Pleyben, 14 marzo 1909 – Pont-l'Abbé, 7 dicembre 1994) è stato un ciclista su strada francese che corse negli anni '30 e '40.

## Carriera
Professionista dal 1931 al 1946, si impose in varie corse di un giorno (specialmente 3 Boucles de l'Aulne) e partecipò a 5 Tour de France, dove riuscì ad ottenere in un'unica edizione le 2 vittorie più prestigiose della carriera. Nel 1947 e 1950 guidò, come D.S.,la selezione della Francia-Ovest al Tour de France.

## Palmarès

### Strada
- 1933 (Roold-Woolber, due vittorie)

2ª tappa Tour de l'Ouest
Boucles de l'Aulne
- 1935 (Roold-Woolber, una vittoria)

Boucles de l'Aulne
- 1936 (La Perle, una vittoria)

Boucles de l'Aulne
- 1937 (Mercier, due vittoria)

Paris-Saint-Étienne
Saint-Brieuc
- 1938 (Mercier, quattro vittorie)

Rouen-Caen-Rouen
Tour du Morbihan
Grand Prix de Plouay
Marsiglia-Lione
- 1939 (Mercier, tre vittorie)

3ª tappa Tour de France (Rennes > Brest)
14ª tappa Tour de France (Monaco > Digne)
Parigi-Camembert

## Piazzamenti

### Grandi Giri
- Giro d'Italia

1935: 44º
- Tour de France

1951: 38º
1952: 18º
1954: 22º
1955: 32º
1955: 31º